# Nina Hoger
Nina Babette Hoger (Hamburgo, Alemania; 24 de marzo de 1961) es una actriz alemana.

## Vida privada
Nina Hoger nació en 1961 es hija de la actriz Hannelore Hoger y su entonces pareja Norbert Ecker . Su abuelo Leo Hoger fue actor y director de escena en el Teatro Ohnsorg de Hamburgo. Estuvo casada con el productor de cine Frank Döhmann y desde 1993 hasta finales de 2004 fue socia de 7 Tage Filmproduktion GmbH, de la que también fue directora general. Hoger vive en Berlín.

## Carrera
Gracias a su familia, Nina Hoger entró en contacto con el teatro a una edad temprana y debutó en la película para televisión Case Studies de Hartmut Griesmayr a la edad de 18 años en 1979. En el cine actuó por primera vez en la película The Madonna Man del director Hans C. Blumenberg .
En 1987 estuvo al lado de su madre en la serie de televisión de cinco capítulos The Bertinis . El dúo de madre e hija a menudo se ha visto juntos a lo largo de las carreras de ambas. Actuaron las dos también en la serie de televisión Marleneken e interpretaron los papeles principales en la película para televisión Four Mermaids y su secuela. Allí, como en la vida real, encarnaban a madre e hija.
En la adaptación cinematográfica de la novela Aniversarios de Uwe Johnson, trabajó con la directora Margarethe von Trotta y otros colegas como Suzanne von Borsody, Axel Milberg, Matthias Habich y Hanns Zischler .
A lo largo de los años, Nina Hoger ha interpretado numerosos papeles invitados y recurrentes en series de éxito como la serie Tatort, Die Pfefferkörner o Dr. Sommerfeld - Noticias de Bülowbogen . También en la exitosa serie Bella Block, interpretada por su madre Hannelore Hoger, apareció como invitada en el episodio Behind the Mirrors en 2004 como esposa del gerente de un hotel, la primera víctima de asesinato.
En 2007, Hoger estuvo al lado de Marc Zwinz y Marian Meder para la película Die Helden von der Neighborhood, que se proyectó en el Festival Internacional de Cine de Berlín en la categoría Perspektive Deutsches Kino.

## Premios
- 1984: cinta de película dorada para escapar al frente
- 2001: Premio Robert Geisendörfer a las revelaciones de un matrimonio

## Filmografía (selección)
- 1979: estudios de caso
- 1981: Conflagration (película para televisión)
- 1986: Jokehnen o ¿Cuánto tiempo viajas desde Prusia Oriental a Alemania? (TV en tres partes)
- 1987: Los Bertinis (serie de televisión en cinco partes)
- 1988: solteros
- 1988: más allá del azul
- 1988: Tatort - Ajedrez de invierno
- 1989: Marleneken
- 1990: Comisionado Goedeke (serie de televisión)
- 1992: Escena del crimen - Camerone
- 1992-1993: Amigos de por vida
- 1993: Chopin - Imágenes de una separación
- 1993: Ludwig 1881
- 1993: El anciano - incitación al asesinato
- 1993: La trampa del viejo y la niña
- 1993: Derrick - Melodía de la muerte[9]
- 1993: Viaje feliz - Ciudad del sol
- 1994: médico deportivo Conny Knipper - Gigantes
- 1994: Natalie - Fin de la línea de bebés
- 1994: Bienvenido a Babilonia
- 1995: Tatort - asignación de asesinato
- 1996: Escena del crimen - Asesinato cuando aparece
- 1996: médico deportivo Conny Knipper - ganancia inesperada
- 1996: ¡ Hombre, Pia!
- 1997: Lisa Falk - La última visitante
- 1997-1998: embrujado desde la cripta
- 1998: Tatort - Mensajeros ciegos
- 1998: El castillo del terror
- 1998: Natalie III - infarto en línea
- 1999: se revela un matrimonio
- 1999–2002: Nesthocker: familia para regalar
- 1999: Embrujado en el reino de las sombras
- 2000: aniversarios
- 2000: La mujer que amaba a un asesino
- 2001-2004: los granos de pimienta
- 2001: Leo y Claire
- 2001: cuatro sirenas
- 2001: fantasma en la puerta del tiempo
- 2001: Llamada policial 110 - Justo debajo de tu piel (serie de TV)
- 2002: Tatort - basura y homicidio
- 2002: llamada de la policía 110 - comida del verdugo
- 2002: Tatort - Mezcla Lastrumer
- 2002: Siempre para ti
- 2002: entre siempre y nunca
- 2002: hermosas mentiras
- 2003: Dr. Sommerfeld - Entre todas las sillas
- 2003: Bella Block : Detrás de los espejos
- 2004: El toro de Tölz: Star Wars
- 2004: Tatort - Dog Life (guion)
- 2004: Dr. Sommerfeld - Noticias de Bülowbogen - Viejos sueños, nuevo amor
- 2005: Cuatro sirenas
- 2005: El fiscal - comida del verdugo
- 2006: SOKO Kitzbühel (episodio: Stalker)
- 2007: un desastre tormentoso
- 2008: Los héroes del barrio
- 2008: Pastor Braun - Los jardines del rabino
- 2008: Llamada de emergencia al borde del puerto : una cuestión de corazón
- 2009: Stubbe - Caso por caso: En el punto ciego
- 2011: Martes mujeres… en el Camino de Santiago hacia la verdadera amistad
- 2012-2013: el médico rural
- 2013: SOKO Leipzig : una persona siempre paga
- 2013: Colonia Brigada Criminal - muerte de un secuestrador
- 2014: martes mujeres - siete días sin
- de 2014: Por el amor de Dios - (papel: Hermana Theodora)[10]
- 2015: martes mujeres - entre repollo y nabos
- 2015: Bloque B - Detenido
- 2017: Colonia Brigada Criminal - Los ladrones

## Actuaciones en radio
- 1984: Per Wahlöö : Compañía Stahlsprung (Nora)
- 1997: Paul Auster : City of Glass (Virginia Stillman) - Director: Alfred Behrens ( WDR / BR )
- 1999: Ken Follett : Die Säulen der Erde (Ellen) - Director: Leonhard Koppelmann - Juego de radio en 9 partes (WDR)

## Enlaces web
- “Los Double Hogers. "No soporto las mentiras" - "Pero puedes perder el tiempo" " , Spiegel en línea, 17. Diciembre de 2007, entrevista, serie de fotos y video